# Bruno II de Harcourt
Bruno II de Angria (también Bruno II de Harcourt, Holstein, Sajonia-Anhalt, Alemania, c. 756-813) fue un señor de la guerra de origen vikingo que gobernó como duque de los sajones de Angria (Dux Angrariorum). Era hijo de Bruno I duque de los sajones de Angria.
Hay fuentes que lo vinculan en matrimonio con Hasala de Sajonia o Hasilda de Westfalia. No obstante, no está muy claro qué autoridad se está utilizando como fuente de esta relación pues ni Bruno, ni Hasalda hija de Viduquindo, están confirmados por fuentes primarias y la existencia de ambos debe considerarse dudosa.

## Herencia
A Bruno II se le imputa la paternidad de Bernard de Harcourt y Bruno III de Angria.